# Symphurus thermophilus
Symphurus thermophilus is een straalvinnige vissensoort uit de familie van hondstongen (Cynoglossidae). De wetenschappelijke naam van de soort is voor het eerst geldig gepubliceerd in 2008 door Munroe & Hashimoto.